# Javier Prado Aránguiz
Mons. Francisco Javier Prado Aránguiz (Santiago de Chile, 8 de marzo de 1929-Ib., 23 de junio de 2020) fue un obispo chileno de la diócesis de Iquique (1984-1988), obispo auxiliar de la diócesis de Valparaíso (1988-1993) y de diócesis de Rancagua entre 1993 y 2004.

## Primeros años de vida
Hijo de Javier Prado Amor y Adriana Aránguiz Cerda. Era hermano de Jorge Prado, que fue Ministro de Agricultura durante el régimen militar del General Augusto Pinochet. Sus primeros años los pasó en la casa familiar de San Vicente de Tagua Tagua. 
A los 8 años ingresó al Colegio San Ignacio y dos años después al Colegio de los Sagrados Corazones de Santiago. Curso un año de Derecho en la Pontificia Universidad Católica de Chile.

## Vida religiosa
En 1947 ingresó al seminario de la Congregación de los Sagrados Corazones en Los Perales, donde estudió Filosofía y Teología.
Fue ordenado sacerdote en la Catedral de Valparaíso, el 19 de septiembre de 1953, por Mons. Rafael Lira Infante, Obispo de Valparaíso.

### Sacerdocio y Episcopado
Los primeros 30 años de su sacerdocio fueron dedicados al mundo de la educación. Profesor de Historia y Geografía desde 1954 y rector del Colegio de los Sagrados Corazones en Santiago desde 1966. En ese tiempo participó en instancias y organismos educacionales nacionales e internacionales. 
En 1963 participó en el Congreso Interamericano de Educación, realizado en Quito, integrando la delegación chilena como miembro del Directorio Nacional de la FIDE Secundaria. En 1966 fue delegado de Chile en el Congreso Interamericano de Educación en San Salvador. 
En 1968 fue trasladado a Viña del Mar para hacerse cargo de la rectoría del Colegio de los Sagrados Corazones en esa ciudad, cargo que ocupó hasta 1975, continuando después como Director Espiritual, en el mismo establecimiento hasta 1982. 
En 1982 fue trasladado como vicario a la parroquia San Juan Evangelista, en Gómez Carreño, cargo que ocupó hasta su designación como vicario de la Educación de la diócesis de Valparaíso en 1984. 

#### Obispo de Iquique
El 9 de julio de 1984 el papa Juan Pablo II lo nombró obispo de Iquique en reemplazo de monseñor José del Carmen Valle. Consagrado en la Catedral de Valparaíso el 2 de septiembre del mismo año, asumió el gobierno de la diócesis el 8 de septiembre. Durante los 4 años que permaneció en Iquique, escribió varias cartas pastorales sobre la eucaristía, la confirmación y las vocaciones sacerdotales. 
En noviembre de 1995 fue designado Secretario General de la Conferencia Episcopal de Chile, cargo que ocupó hasta 1998. En diciembre de 1985 fue elegido miembro de la Comisión Pastoral (COP), pasando a presidir el Área de Pastoral Social de la Conferencia Episcopal de Chile. Reelegido para estas mismas funciones en diciembre de 1987. 
Ese mismo año fue nombrado vicepresidente de la Conferencia Episcopal de Chile, cargo que desempeñó hasta noviembre del 2003.

#### Obispo Auxiliar de Valparaíso
El 26 de abril de 1988 fue designado obispo auxiliar de Valparaíso, acompañando en el gobierno de la diócesis a monseñor Francisco de Borja Valenzuela. El traslado se concretó el 5 de junio del mismo año. Participó en el I Sínodo de Valparaíso en 1989.
En 1990 fue elegido miembro del Comité Permanente de la Conferencia Episcopal de Chile, siendo reelegido en noviembre de 1992 por un período de tres años.

#### Obispo de Rancagua
El 15 de abril de 1993 fue designado obispo de Rancagua. Tomó posesión de la diócesis el 10 de junio del mismo año. Sucedió en el cargo a Mons. Jorge Card. Medina.
El 23 de abril de 2004, el santo padre aceptó su renuncia al cargo, presentada al cumplir los setenta y cinco años, y desde esa fecha pasó a ser obispo emérito de Rancagua. Fue sucedido por su obispo coadjuntor mons. Alejandro Goic Karmelic. 
Hizo la visita ad limina en 1994 y 2002.

## Fallecimiento
Falleció a los 91 años en Santiago de Chile el 23 de junio de 2020 a causa de un cáncer.